# Manuel Erotikos Comnène
Pour les articles homonymes, voir Manuel Comnène.
Manuel Erotikos Comnène (grec : Μανουήλ Ερωτικός Κομνηνός) était un général byzantin ayant servi sous le règne de l'empereur Basile II. Il est le premier ancêtre de la dynastie des Comnène sur lequel nous avons des sources. Ses origines et ses parents sont mal connus. Sa seule mention dans les sources indique qu'il dirige la défense de Nicée en 978 contre le rebelle Bardas Sklèros avant de servir comme émissaire impérial onze ans plus tard. Il a eu trois enfants dont l'aîné, Isaac devient empereur entre 1057 et 1059 et le plus jeune, Jean, est l'ancêtre direct de la dynastie des Comnène en tant que père d'Alexis Ier Comnène.

## Biographie
Rien n'est connu du début de la vie de Manuel Comnène. Du fait qu'il est un militaire actif en 978 et qu'il a eu ses enfants assez tard, vers 1015, les historiens modernes estiment généralement qu'il est né entre 955 et 960,. L'identité de ses parents reste incertaine. Étant donné que son premier fils s'appelle Isaac, certains historiens comme Konstantinos Varzos estiment que ce prénom est celui du père de Manuel. En effet, dans la tradition byzantine, le fils aîné est nommé d'après le grand-père paternel. Selon Varzos, Manuel hérite du nom de Comnène de son père tandis que sa mère serait issue de la famille Erotikos sans que son nom ne soit connu. Il est possible qu'elle soit apparentée au rebelle Théophile Érotikos. L'historien français Jean-Claude Cheynet considère pour sa part que Manuel est bien issu de la famille Érotikos mais qu'il est le premier à choisir le patronyme de Comnène. La plupart des historiens suivent l'explication de Michel Psellos qui affirme que cette famille vient du village de Komne en Thrace,. Varzos considère que Manuel est le frère du protospathaire Nicéphore Comnène qui est nommé gouverneur du Vaspourakan peu après son annexion en 1021 mais aucun élément ne permet de corroborer cette hypothèse,,.
Manuel apparaît dans les sources en 978 lorsqu'il dirige la défense de Nicée contre le rebelle Bardas Sklèros qui s'est soulevé contre Basile II. Bien que son arrière-petite-fille, la princesse Anne Comnène, affirme dans son Alexiade qu'il a été nommé strategos autokrator (commandant en chef) de l'Orient et s'est vu confier d'importants pouvoirs pour mater la rébellion, il est fort probable qu'il ne soit qu'un simple commandant local. Quoi qu'il en soit, il parvient à défendre Nicée efficacement même si les assiégeants parviennent à faire s'effondrer l'une des tours des murailles. Toutefois, le manque de vivres commence à se faire sentir mais Manuel parvient à duper Sklèros. En effet, il prétend qu'il détient encore de grandes quantités de blés. Manuel réapparaît dans les sources en 989 quand il est envoyé comme émissaire auprès de Sklèros qui s'est de nouveau soulevé contre Basile II. Il a pour mission de le persuader de se rendre, ce qu'il parvient à faire, ce qui met un terme à ce nouveau soulèvement. Dans les sources, son nom est accompagné des titres de patrice, anthypatos et vestes.
Manuel Erotikos Comnène possède des terres dans la région actuelle de Kastamonu en Paphlagonie qui reviennent à son fils aîné. À partir du XIe siècle, ces domaines deviennent le bastion de la famille des Comnènes. Manuel décède probablement vers 1020, alors que ses fils sont encore jeunes ; ils sont alors placés sous la protection de Basile II et élevés au sein de la cour impériale,.

## Famille
Il est marié à une femme dont l'identité précise est inconnue mais qui se serait appelée Marie (deux de ses petites-filles sont ainsi prénommées) et serait morte aux alentours de l'an 1015 :
1. Isaac Comnène qui devint empereur en 1057 ;
2. Une fille, née en 1012 et mariée à Michel Dokeianos, qui sert notamment comme catépan d'Italie ;
3. Jean Comnène (1015 - 12 juillet 1067), marié à Anne Dalassène et père de l'empereur Alexis Ier Comnène. Il sert comme domestique des Scholes lors du règne de son frère.